# 必殺スペシャル・秋! 仕事人vsオール江戸警察
『必殺スペシャル・秋! 仕事人vsオール江戸警察』（ひっさつスペシャルあき しごとにんバーサスオールえどけいさつ）は、1990年10月5日に、テレビ朝日系列で放送された、ABCと松竹（京都映画撮影所、現・松竹撮影所）共同製作のテレビ時代劇。主演は藤田まこと。
必殺シリーズの長時間スペシャル第17弾である。

## 概要
本作は天保の改革が行われていた時期が舞台であり、過去の連続テレビシリーズに登場したことがある、南町奉行・鳥居耀蔵が仕事人最大の敵として登場する。また、『天保水滸伝』の登場人物である平手造酒が仕事人として加わる。
キャスト面では前スペシャルに続いて、滝田栄と笑福亭鶴瓶が出演。一方で『必殺仕事人』から出演していた鮎川いずみ演じる何でも屋の加代、主水の上司の筆頭同心 田中、与力 鬼塚が登場するシリーズ最後の作品である。

## あらすじ
時は天保年間。水野忠邦によって天保の改革が断行され、その腹心である鳥居耀蔵、通称「蝮の耀蔵」が南町奉行の任に就く。切れ者の鳥居は倹約令などの徹底的な施行を厳命し、執拗な仕事人狩りを始める。
そんな中、「闇の会」の依頼を競り落とした加代は仲間を集めようとするが、主水は鳥居の怖さを理由に断り、鶴も別の大口の仕事を理由に断る。結局、加代は太棹の新之助、芸者の駒吉、剃刀の辰の4人で標的の屋敷に乗り込むが、屋敷は鶴が経緯を知らずに別の大口の仕事のために作った罠であり、辰が捕縛されてしまう。
辰は拷問の末に舌を噛み切り自害。駒吉も捕らえられて処刑される。なおも鳥居の命を狙う新之助に主水は身を潜めるよう忠告するが、新之助は主水に自分の素性を話し、妻を殺されたため、鳥居に恨みがあったことを明かす。加代と新之助は隠れ家を見つかり、奉行所に捕縛される。
その頃、主水の前に闇の会の元締が現われ、元締は鳥居に失脚させられた、前・南町奉行の矢部定謙からの依頼として、鳥居を葬るよう頼み、主水は了承する。他方、鳥居は大物の仕事人が奉行所内部にいると考え、昼行灯とされる主水に目を付ける。鳥居の圧力がかかる中で、加代と新之助の火炙りの刑が下されるが、主水は鶴と協力して仕掛けを施した処刑台により、2人を無事に助け出す。
処刑された駒吉と恋仲だった、凄腕の剣客・平手造酒は彼女の恨みを晴らすため、一度限りの仕事であることを条件に主水たちに加勢する。こうして、主水・鶴・新之助・平手・加代の5人は鳥居の部下達を一掃し、主水と新之助は鳥居を殺害した。

## 登場人物

### 仕事人
- 中村主水 - 藤田まこと
- 何でも屋の加代 - 鮎川いずみ
- 太棹の新之助 - 田村亮
  - 元武士。表稼業は、流しの三味線弾き。
- 鶴 - 笑福亭鶴瓶
  - からくり屋を表稼業としている男。前回のスペシャルに登場した鶴と同一人物かは不明。
- 駒吉（お駒） - 光本幸子
  - 表稼業は芸者。
- 剃刀の辰 - 本田博太郎
  - 表稼業に関しては描かれていない。
- 平田深喜（平手造酒） - 滝田栄
  - 千葉周作の門下生の剣豪。駒吉の死をきっかけに、千葉道場から姿を消し、酒浸りの自暴自棄な日々を過ごしていた。

※ キャスティング表示は藤田まことがトップで、滝田栄がトメ。

### 仕事人の周辺人物
- 中村せん（菅井きん）
  - 主水の姑
- 中村りつ（白木万理）
  - 主水の妻。
- 筆頭同心 田中（山内としお）
  - 主水の上司
- 与力 鬼塚（西田健）
  - 田中の上司
- 伊作 - 曽我廼家文童
  - お駒の元亭主。
- 闇の会 元締 - 徳田興人

### 鳥居一派
- 鳥居甲斐守忠耀 - 米倉斉加年
- 花井宗勝 - 亀石征一郎
- 伊能屋茂平次 - 石山律雄
- お蝶 - 速水典子
- 黒川伝九郎 - 金子研三
- 井上新八 - 細川智
- 水村俊介 - 甲斐道夫

### その他
- 水野越前守 - 大出俊
- 同心 大塩 - 岩尾正隆
- 矢部駿河守 - 加地春雄
- 女将 - 山口朱美

- ナレーター - 徳光和夫

## 殺し技
中村主水
大刀と脇差で悪人を斬る、刺す。
太棹の新之助
刃が仕込まれている仕込み三味線で悪人を斬る、刺す。
仕込み三味線は『必殺仕事人』のおとわが使用した物と酷似している。おとわが使用していた三味線は先端が槍の様になっているが、新之助が使用する三味線は全体が刀の様になっている。
駒吉（お駒）
着物用の腰紐を悪人の首や手首に投げ、巻き付け相手を引き寄せた所で、腰紐の先端に付いている鉄製のノミで相手の首筋を刺す。
剃刀の辰
悪人の首筋を剃刀で瞬時に切り裂く。
鶴
手製の竹鉄砲（竹筒）を発射し、悪人を撃ち殺す。
竹鉄砲は『新・必殺仕置人』の巳代松が使用した物と似ているが、鶴が使用する竹鉄砲は一度に何発も撃てる様に改良している。
平田深喜（平手造酒）
剣の達人であり、大刀で悪人を斬り倒す。

## スタッフ
- 制作 - 山内久司（ABC）
- 脚本 - 保利吉紀
- 音楽 - 平尾昌晃・中村啓二郎
- 監督 - 原田雄一
- 撮影 - 石原興
- 照明 - 中島利男
- 武術指導 - 東郷秀信
- 殺陣 - 布目真爾
- 記録 - 川原富美子
- 助監督 - 北村義樹
- 現像 - IMAGICA
- 協力 - エクラン演技集団・新演技座
- プロデューサー - 奥田哲雄・福永善夫（ABC）・桜林甫・武田功（松竹）
- 制作協力 - 京都映画撮影所（現・松竹撮影所）
- 制作 - ABC、松竹

## 主題歌
- 川田ともこ「あかね雲」（東芝EMI（現：ユニバーサルミュージック・EMI Records Japan））
  - 作詞：片桐和子、作曲：平尾昌晃、編曲：竜崎孝路
  - 『新・必殺仕置人』の主題歌。劇中の音楽は『仕事人』シリーズのほかは『新・仕置人』からの流用が多い。